# 下条村 (山梨県)
下条村（げじょうむら）は山梨県北巨摩郡にあった村。現在の韮崎市藤井町北下條・藤井町南下條にあたる。

## 地理
- 河川：塩川

## 歴史
- 1874年（明治7年）12月 - 巨摩郡北下条村・南下条村が合併して下条村となる。
- 1878年（明治11年）7月22日 - 郡区町村編制法の施行により、下条村が北巨摩郡の所属となる。
- 1889年（明治22年）7月1日 - 町村制の施行により、下条村が単独で自治体を形成。
- 1940年（昭和15年）11月10日 - 駒井村と合併して藤井村が発足。同日下条村廃止。

## 交通

### 鉄道路線
村域を鉄道省中央本線が通過したが、駅は所在しなかった。